# Сушки (Рязанская область)
Сушки — село в Кирицком сельском поселение Спасского муниципального района Рязанской области.

## География
Находится на высоте 146 м. над уровнем моря.

Через село протекает река Кирица. Также рядом проходит трасса М5. Село состоит из улиц:
Советской, Интернатской, Вишнёвой, Аптечной, Школьной, Церковной и др.

## История
Впервые упоминается как Тихвинский починок в 1568 году в числе вотчин рязанских архиереев. В переписной книге за 1678 год в нём значилось 6 крестьянских 12 бобыльских дворов — всего 42 души.
В 1680 году митрополит Рязанский и Муромский Иосиф построил в Сушках Воскресенскую церковь. В 1752 году вместо обветшавшей церкви было дозволено построить новую, но за неимением средств строительство так и не началось. Наконец, в ответ на просьбу прихожан о постройке новой каменной церкви, 14 мая 1847 года им была выдана храмозданная грамота и 13 сентября 1859 года новая церковь была освящена. За исключением небольшого периода в конце и после Великой Отечественной войны (до 1947 года) она была действующей.

## Население
| 1859 | 1897  | 1906  | 2010 |
| ---- | ----- | ----- | ---- |
| 1204 | ↗2003 | ↗2280 | ↘469 |